# Taxi, 45th/Broadway
Taxi, 45th/Broadway est une peinture réalisée entre 1984 et 1985 par les artistes américains Jean-Michel Basquiat et Andy Warhol. Cette œuvre collaborative, mêlant acrylique, bâton à l'huile et encre sérigraphique sur toile, illustre une scène de discrimination raciale à New York. Elle a été vendue aux enchères chez Sotheby's en novembre 2018 pour 9,4 millions de dollars.

## Contexte de la collaboration
Andy Warhol et Jean-Michel Basquiat ont été présentés l'un à l'autre en 1982 par le marchand d'art suisse Bruno Bischofberger.Warhol, figure emblématique du pop art, cherchait à renouveler son inspiration, tandis que Basquiat, jeune artiste néo-expressionniste, gagnait en notoriété. Leur collaboration a donné lieu à une série d'œuvres communes entre 1984 et 1985, témoignant de leur amitié et de leur respect mutuel. Keith Haring, ami proche des deux artistes, décrivait ces œuvres en disant « Les peintures issues de cette collaboration témoignent parfaitement de la profondeur et de l'importance de leur amitié. La qualité des peintures reflète la qualité de leur relation » .

## Description de l'œuvre
La peinture représente un homme noir tentant en vain d'arrêter un taxi à l'angle de la 45e rue et de Broadway à New York. Le chauffeur blanc l'ignore et profère des insultes. Cette scène reflète une expérience vécue par Basquiat, qui, malgré son succès, faisait face à la discrimination raciale. L'œuvre utilise un fond noir, avec le taxi jaune en contraste, et le personnage noir esquissé en blanc, symbolisant son invisibilité dans la société . Basquiat a été confronté à la discrimination en raison de sa couleur de peau. « Étant noir, enfant et portant des dreadlocks, il ne pouvait même pas prendre un taxi », a déclaré Haring.

## Analyse de l'œuvre
Taxi, 45th/Broadway combine les styles distincts des deux artistes : les éléments graphiques et les couleurs vives de Warhol, et les inscriptions manuscrites et figures expressives de Basquiat. L'œuvre aborde des thèmes tels que le racisme, l'invisibilité sociale et les tensions raciales en milieu urbain. Elle est considérée comme un exemple marquant de leur collaboration artistique. D'autres genres artistiques font irruption sur le tableau comme le street art (craie sur fond noir) ou la BD (les symboles des injures vociférées par le chauffeur de taxi).

## Historique des ventes
L'œuvre a appartenu au couturier Gianni Versace avant d'être vendue aux enchères chez Sotheby's à Londres en 2005 pour 478 400 £. En novembre 2018, elle a été vendue à New York pour 9,4 millions de dollars, dépassant les estimations initiales de 6 à 8 millions de dollars.
En 2023, l'œuvre a été prêtée pour être exposée à la Fondation Louis-Vuitton pour une exposition complète sur la collaboration entre Jean-Michel Basquiat et Andy Warhol.